# Clifton (tegneserie)
 For alternative betydninger, se Clifton. (Se også artikler, som begynder med Clifton)
Clifton er en belgisk tegneserie, der blev skabt af Raymond Macherot. Harold Wilberforce Clifton er en pensioneret oberst, der nu arbejder for MI5, den britiske efterretningstjeneste. Macherot tegnede selv kun tre historier med Clifton i 1960'erne, nemlig Oberst Cliftons undersøgelser, Clifton i New York og Clifton og spionerne. Derefter lå serien på hylden i nogle år, indtil den blev overtaget af forfatteren Greg og tegneren Jo-El Azara, der i 1969 genstartede serien med De djævelske gnomer. De blev efterfulgt af forfatteren Bob de Groot og tegneren Turk.
Serien er detektiv- og spionhistorier med et humoristisk islæt, specielt de tidligere album bærer præg af falden på halen-humor og visuelle gags. Der er en gennemgående leg med navne i serien som journalisten Donald Paperback, menig Blacknail, inspektør Hardfeeling, programmøren Mathfool, pedellen Thomas Handyman etc., ligesom der ofte forekommer karikaturer af kendte personer som Louis de Funès, Charles Bronson, Alfred Hitchcock m.fl.

## Serieblade og enkeltalbum
Serieblade og enkeltalbum med Clifton på dansk.

### Seriemagasinet
Seriemagasinet fra Interpresse indeholdt afsluttende korte historier og længere, fortsatte historier.
1. Clifton: Gorillabanden slår til!

### Seriebladettempo
Seriebladet tempo blev udgivet af Egmont Serieforlaget 2008-2009. Hvert hæfte indeholdt en afsluttende historie.
1. Clifton: Irsk ballade

### Parodier
Album med korte parodier på tegneseriefigurer, herunder en tosiders historie om Clifton. Udgivet af Bogfabrikken i 1990.

## Clifton-albumserier
Clifton er udgivet i tre albumserier på dansk.

### Første serie
Udgivet af Winthers Forlag 1978.
1. Sagen om Wilkinson
2. Tyven, der lo

### Anden serie
Udgivet af Carlsen 1983-1990.
1. Tre sager for Clifton
2. Syv dage til at dø
3. En hjertesag
4. Leoparden er løs
5. En blodig weekend
6. Altid beredt!
7. For skole, konge og fædreland
8. Sir Jason
9. Hukommelse på afveje
10. Røde ører og varmt bly
11. Spejdere og spioner

### Tredje serie
Udgives af Shadow Zone siden 2018. Indeholder nyere lange historier.
1. Clifton og højredrejningen
2. Just married
3. Den sidste Clifton

## BogserienClifton arkiverne
Udgives af Shadow Zone siden 2019. Indeholder de længere historier i kronologisk orden.
- Clifton arkiverne 1 978-87-92048-33-2
- Clifton arkiverne 2 978-87-92048-85-1
- Clifton arkiverne 3 978-87-92048-59-2

## Oversigt
De fleste historier havde premiere samtidig i det fransksprogede belgiske serieblad Le Journal Tintin og det tilsvarende hollandsksprogede serieblad Kuifje. Derfor bruger nogle oversigter de hollandske titler som originaltitler, men her anvendes de franske.

Nedenstående ses en kronologisk oversigt over alle historier, der er udgivet på dansk. Nogle af historierne er udgivet med mere end én titel; i så fald står udgave efter titlen

Bogstavkoder: A = bogserien Clifton arkiverne; C = albumserien fra Carlsen Comics; SM = Seriemagasinet; SZ = albumserien fra Shadow Zone. T = tegneseriehæftet tempo; W = albumserien fra Winthers Forlag.
| 1959-12-16 – 1960  | Les enquêtes du Colonel Clifton           | 30 | 30 | Gorillabanden slår til! (SM288) Clifton og sværvægterbanden (C1) Oberst Cliftons undersøgelser (A1) | Tre sager for Clifton (C1)                      | Bog 1 |
| 1960-03-30 – 08-04 | Clifton à New York                        | 30 | 30 | Clifton i New York (C1, A1)                                                                         | Tre sager for Clifton (C1)                      | Bog 1 |
| 1960-12-08 – 1961  | Clifton et les espions                    | 30 | 30 | Clifton og spionerne (C1, A1)                                                                       | Tre sager for Clifton (C1)                      | Bog 1 |
| 1969-02-18 – 05-27 | Les lutins diaboliques                    | 30 | 30 | De djævelske gnomer (A1)                                                                            |                                                 | Bog 1 |
| 1970-12-01 – 1971  | Le mystère de la voix qui court           | 14 | 14 | Clifton og den mystiske stemme (W2) Mysteriet om den løbende stemme (A2)                            | Tyven, der lo (W2)                              | Bog 2 |
| 1972-10-03 – 11-28 | Le voleur qui rit                         | 31 | 31 | Tyven, der lo (W2) Tyven der ler (A2)                                                               | Tyven, der lo (W2)                              | Bog 2 |
| 1974-01-08 – 03-12 | Alias lord X                              | 30 | 30 | Alias lord X (A2)                                                                                   |                                                 | Bog 2 |
| 1975-07-22 – 09-09 | Sir Jason                                 | 46 | 46 | Sir Jason (C8, A2)                                                                                  | Sir Jason (C8, A2)                              | Bog 2 |
| 1976-11-23 – 1977  | Ce cher Wilkinson                         | 46 | 46 | Sagen om Wilkinson (W1) Den kære Wilkinson (A2)                                                     | Sagen om Wilkinson (W1) Den kære Wilkinson (A2) | Bog 2 |
| 1978-05-30 – 10-31 | 7 jours pour mourir...                    | 46 | 46 | Syv dage til at dø (C2)                                                                             | Syv dage til at dø (C2)                         | Bog 3 |
| 1978-06            | 77345                                     | 6  | 6  | 77345 (C3)                                                                                          | En hjerte- sag (C3)                             | Bog 3 |
| 1979-11-24 – 1980  | Atout...cœur !                            | 40 | 40 | En hjertesag (C3)                                                                                   | En hjerte- sag (C3)                             | Bog 3 |
| 1980-07-25 – 10-31 | Une panthère pour le Colonel              | 46 | 46 | Leoparden er løs (C4)                                                                               | Leoparden er løs (C4)                           | Bog 3 |
| 1982-03-23         | Il y a des jours, hélas, où tout va bien! | 4  | 4  | Der er dage, hvor alting desværre går godt!                                                         | Der er dage, hvor alting desværre går godt!     | Bog 3 |
| 1982-10-05 – 1983  | Week-end à tuer                           | 46 | 46 | En blodig weekend (C5)                                                                              | En blodig weekend (C5)                          | Bog 3 |
| 1983               | Kidnapping                                | 46 | 46 | Altid beredt! (C6)                                                                                  | Altid beredt! (C6)                              |       |
| 1984               | Passé composé                             | 46 | 46 | For skole, konge og fædreland (C7)                                                                  | For skole, konge og fædreland (C7)              |       |
| 1986-03-04 – 05-13 | La mémoire brisée                         | 46 | 46 | Hukommelse på afveje (C9)                                                                           | Hukommelse på afveje (C9)                       |       |
| 1987-11-17 – 1988  | Dernière séance                           | 46 | 46 | Røde ører og varmt bly (C10)                                                                        | Røde ører og varmt bly (C10)                    |       |
| 1988-11            | Clifton                                   | 2  | 2  | Clifton                                                                                             | Parodier                                        |       |
| 1989               | Matoutou-Falaise                          | 46 | 46 | Spejdere og spioner (C11)                                                                           | Spejdere og spioner (C11)                       |       |
| 2008               | Balade irlandaise                         | 46 | 46 | Irsk ballade (T4)                                                                                   | Irsk ballade (T4)                               |       |
| 2016               | Clifton et les gauchers contrariés        | 46 | 46 | Clifton og højredrejningen (SZ1)                                                                    | Clifton og højredrejningen (SZ1)                |       |
| 2017               | Just married                              | 46 | 46 | Just married (SZ2)                                                                                  | Just married (SZ2)                              |       |
| 2023               | Le dernier des Clifton                    | 46 | 46 | Den sidste Clifton (SZ3)                                                                            | Den sidste Clifton (SZ3)                        |       |